# Шартлсвілл (Пенсільванія)
Шартлсвілл (англ. Shartlesville) — переписна місцевість (CDP) в США, в окрузі Беркс штату Пенсільванія. Населення — 404 особи (2020).

## Географія
Шартлсвілл розташований за координатами 40°30′59″ пн. ш. 76°6′1″ зх. д. / 40.51639° пн. ш. 76.10028° зх. д. (40.516454, -76.100161).  За даними Бюро перепису населення США в 2010 році переписна місцевість мала площу 2,36 км², з яких 2,34 км² — суходіл та 0,02 км² — водойми.

## Демографія
Згідно з переписом 2010 року, у переписній місцевості мешкало 455 осіб у 181 домогосподарстві у складі 116 родин. Густота населення становила 193 особи/км².  Було 192 помешкання (81/км²).
Расовий склад населення:
| - 96,5 % — білих - 0,2 % — азіатів - 2,0 % — осіб інших рас |

До двох чи більше рас належало 1,3 %. Частка іспаномовних становила 5,1 % від усіх жителів.
За віковим діапазоном населення розподілялося таким чином: 23,3 % — особи молодші 18 років, 66,2 % — особи у віці 18—64 років, 10,5 % — особи у віці 65 років та старші. Медіана віку мешканця становила 37,5 року. На 100 осіб жіночої статі у переписній місцевості припадало 117,7 чоловіків;  на 100 жінок у віці від 18 років та старших — 114,1 чоловіків також старших 18 років.
Середній дохід на одне домашнє господарство  становив 62 959 доларів США (медіана — 58 920), а середній дохід на одну сім'ю — 73 287 доларів (медіана — 62 159). За межею бідності перебувало 7,9 % осіб, у тому числі 7,1 % дітей у віці до 18 років та 15,7 % осіб у віці 65 років та старших.
Цивільне працевлаштоване населення становило 317 осіб. Основні галузі зайнятості: освіта, охорона здоров'я та соціальна допомога — 19,6 %, роздрібна торгівля — 15,1 %, мистецтво, розваги та відпочинок — 15,1 %.